# Trường Đại học Quốc gia Tyumen
Trường Đại học Quốc gia Tyumen
Trường Đại học Quốc gia Tyumen (Tiếng nga: Тюменский госуда́рственный университе́т, viết tắt: ТюмГУ; Tiếng Anh: University of Tyumen; viết tắt: UT)(ĐHQG Tyumen) là trường đại học đầu tiên ở tỉnh Tyumen, được thành lập vào năm 1930. Ngày nay, trường bao gồm 14 viện đào tạo với hơn 27.000 sinh viên, bao gồm 1.900 sinh viên quốc tế với tổng số  hơn 2.000 giảng viên.
Hiện nay, ĐHQG Tyumen gồm có 175 lĩnh vực đào tạo bằng nhiều hình thức khác nhau: toàn thời gian, bán thời gian, giáo dục từ xa, giáo dục đại học, sau đại học, thạc sĩ, tiến sĩ, đào tạo nâng cao và văn bằng hai. ĐHQG Tyumen là một trong những trường tham gia “Dự án 5-100” - chương trình nâng cao năng lực cạnh tranh quốc tế của các tổ chức giáo dục đại học Nga trong số các trung tâm nghiên cứu và giáo dục hàng đầu thế giới. Từ năm 2020 PGS.TS. Romanchuk là hiệu trưởng của UT.

## Mã ngành tuyển sinh năm 2020

### HỆ CỬ NHÂN (4 năm)
|                                  | STT | Mã ngành | Tên tiếng Việt                                                              | Tên tiếng Nga                                                                                             | HB (2020) |
| Viện Khoa học Xã hội và Nhân văn | 1   | 44.03.05 | Giáo dục sư phạm hai chuyên ngành (tiếng Nga và Văn học Nga)                | Педагогическое образование с 2 профилями (Русский язык и русская литература)                              | Có        |
| Viện Khoa học Xã hội và Nhân văn | 2   | 45.03.02 | Ngôn ngữ học                                                                | Лингвистика                                                                                               | Có        |
| Viện Khoa học Xã hội và Nhân văn | 3   | 46.03.01 | Lịch sử                                                                     | История                                                                                                   | Có        |
| Viện Khoa học Xã hội và Nhân văn | 4   | 41.03.05 | Quan hệ quốc tế                                                             | Международные отношения                                                                                   | Có        |
| Viện Khoa học Xã hội và Nhân văn | 5   | 44.03.05 | Giáo dục sư phạm hai chuyên ngành ( Lịch sử và ngoại ngữ)                   | Педагогическое образование с 2 профилями (История и иностранный язык)                                     | Có        |
| Viện Khoa học Xã hội và Nhân văn | 6   | 45.03.01 | Triết học                                                                   | Философия                                                                                                 | Có        |
| Viện Khoa học Xã hội và Nhân văn | 7   | 42.03.02 | Báo chí                                                                     | Журналистика                                                                                              | Không     |
| Viện Khoa học Xã hội và Nhân văn | 8   | 41.03.01 | Nghiên cứu khu vực nước ngoài                                               | Зарубежное регионоведение                                                                                 | Có        |
| Viện Hóa học                     | 1   | 04.03.01 | Hóa học                                                                     | Химия | Có        |
| Viện Vật lý và kỹ thuật          | 1   | 03.03.02 | Vật lý cơ bản                                                               | Физика | Có        |
| Viện Vật lý và kỹ thuật          | 2   | 16.03.01 | Vật lý kỹ thuật                                                             | Техническая физика                                                                                        | Có        |
| Viện Sinh học                    | 1   | 06.03.01 | Sinh học                                                                    | Биология                                                                                                  | Có        |
| Viện Sinh học                    | 2   | 35.03.10 | Kiến trúc cảnh quan                                                         | Ландшафтная архитектура                                                                                   | Có        |
| Viện Giáo dục thể chất           | 1   | 49.03.01 | Giáo dục thể chất                                                           | Физическая культура                                                                                       | Có        |
| Viện Nhà nước và Pháp luật       | 1   | 40.03.01 | Luật học                                                                    | Юриспруденция                                                                                             | Có        |
| Viện Nhà nước và Pháp luật       | 2   | 38.03.04 | Quản lý nhà nước và chính quyền                                             | Государственное и муниципальное управление                                                                | Không     |
| Viện Kinh tế và Tài chính        | 1   | 38.03.01 | Kinh tế                                                                     | Экономика                                                                                                 | Không     |
| Viện Kinh tế và Tài chính        | 2   | 38.03.02 | Quản lý                                                                     | Менеджмент                                                                                                | Không     |
| Viện Kinh tế và Tài chính        | 3   | 39.03.01 | Xã hội học                                                                  | Социология                                                                                                | Có        |
| Viện Khoa học về trái đất        | 1   | 05.03.02 | Địa lý                                                                      | География                                                                                                 | Có        |
| Viện Khoa học về trái đất        | 2   | 05.03.03 | Bản đồ và địa tin học                                                       | Картография и геоинформатика                                                                              | Có        |
| Viện Khoa học về trái đất        | 3   | 05.03.06 | Quản lý sinh thái và tự nhiên                                               | Экология и природопользование                                                                             | Có        |
| Viện Khoa học về trái đất        | 4   | 43.03.02 | Du lịch                                                                     | Туризм | Có        |
| Viện Toán và Khoa học máy tính   | 1   | 01.03.01 | Toán học                                                                    | Математика                                                                                                | Có        |
| Viện Toán và Khoa học máy tính   | 2   | 01.03.03 | Cơ học và mô hình toán học                                                  | Механика и математическое моделирование                                                                   | Có        |
| Viện Toán và Khoa học máy tính   | 3   | 02.03.03 | Phần mềm và quản trị hệ thống thông tin                                     | Математическое обеспечение и администрирование информационных систем                                      | Có        |
| Viện Toán và Khoa học máy tính   | 4   | 10.03.01 | Bảo mật thông tin                                                           | Информационная безопасность                                                                               | Có        |
| Viện Toán và Khoa học máy tính   | 5   | 09.03.03 | Khoa học máy tính ứng dụng                                                  | Прикладная информатика                                                                                    | Có        |
| Viện Toán và Khoa học máy tính   | 6   | 09.03.02 | Hệ thống thông tin và công nghệ                                             | Информационные системы и технологии                                                                       | Có        |
| Viện Toán và Khoa học máy tính   | 7   | 44.03.05 | Giáo dục sư phạm hai chuyên ngành (Toán học và Khoa học máy tính)           | Педагогическое образование с 2 профилями (Математика и информатика)                                       | Có        |
| Viện Toán và Khoa học máy tính   | 8   | 15.03.06 | Cơ điện tử và Robotics                                                      | Мехатроника и робототехника                                                                               | Có        |
| Viện Tâm lý và Giáo dục sư phạm  | 1   | 37.03.01 | Tâm lý học                                                                  | Психология                                                                                                | Có        |
| Viện Tâm lý và Giáo dục sư phạm  | 2   | 44.03.03 | Giáo dục đặc biệt (Khuyết tật)                                              | Специальное (дефектологическое) образование                                                               | Có        |
| Viện Tâm lý và Giáo dục sư phạm  | 3   | 44.03.01 | Giáo dục sư phạm (Giáo dục tiểu học)                                        | Педагогическое образование (Начальное образование)                                                        | Có        |
| Viện Tâm lý và Giáo dục sư phạm  | 4   | 44.03.02 | Giáo dục tâm lý sư phạm ( Giáo dục mầm non)                                 | Психолого-педагогическое образование (Дошкольное образование)                                             | Có        |
| Viện Tâm lý và Giáo dục sư phạm  | 5   | 44.03.05 | Giáo dục sư phạm hai chuyên ngành ( Mỹ thuật và giáo viên giáo dục bổ sung) | Педагогическое образование с 2 профилями (Изобразительное искусство. Педагог дополнительного образования) | Có        |

### HỆ CHUYÊN GIA (5 NĂM)
|                                | STT | Mã ngành | Tên tiếng Việt                                   | Tên tiếng Nga                                                      | Đào tạo HB |
| Viện Sinh học                  | 1   | 06.05.0  | Kỹ thuật sinh học và tin sinh học                | Биоинженерия и биоинформатика                                      | Có         |
| Viện Nhà nước và pháp luật     | 1   | 38.05.02 | Hải quan                                         | Таможенное дело                                                    | Không      |
| Viện Nhà nước và pháp luật     | 2   | 40.05.01 | Đảm bảo pháp lý an ninh quốc gia ( Luật hình sự) | Правовое обеспечение национальной безопасности (Уголовно-правовой) | Có         |
| Viện Kinh tế và Tài chính      | 1   | 38.05.01 | An ninh kinh tế                                  | Экономическая безопасность                                         | Không      |
| Viện Toán và Khoa học máy tính | 1   | 10.05.03 | Bảo mật thông tin hệ thống tự động               | Информационная безопасность автоматизированных систем              | Có         |
| Viện Toán và Khoa học máy tính | 2   | 10.05.01 | Bảo mật máy tính                                 | Компьютерная безопасность                                          | Có         |

### THẠC SĨ (2 năm)
| Trường Bách khoa                              | STT | Mã ngành | Tên tiếng Việt                                                                                  | Tên tiếng Nga | Đào tạo HB |
| Trường Bách khoa                              | 1   | 03.04.02 | Vật lý                                                                                          | Физика | Có         |
| Viện Khoa học Xã hội và Nhân văn              | 1   | 45.04.02 | Ngôn ngữ học                                                                                    | Лингвистика | Có         |
| Viện Khoa học Xã hội và Nhân văn              | 2   | 46.04.01 | Lịch sử                                                                                         | История | Có         |
| Viện Khoa học Xã hội và Nhân văn              | 3   | 41.04.05 | Quan hệ quốc tế                                                                                 | Международные отношения | Có         |
| Viện Khoa học Xã hội và Nhân văn              | 4   | 42.04.05 | Truyền thông ( Chương trình thạc sĩ chung của Lớp tài năng và Viện Khoa học Xã hội và Nhân văn) | Медиакоммуникации (совместная магистерская программа Школы перспективных исследований и Института социально-гуманитарных наук) | Có         |
| Viện Khoa học Xã hội và Nhân văn              | 5   | 46.04.03 | Nhân học và dân tộc học                                                                         | Антропология и этнология | Không      |
| Viện Sinh học                                 | 1   | 06.04.01 | Sinh học                                                                                        | Биология | Có         |
| Viện Nhà nước và Pháp luật                    | 1   | 40.04.01 | Luật học                                                                                        | Юриспруденция | Có         |
| Viện Nhà nước và Pháp luật                    | 2   | 38.04.01 | Quản lý nhà nước và chính quyền                                                                 | Государственное и муниципальное управление                                                                                     | Không      |
| Viện Hóa học                                  | 1   | 04.04.01 | Hóa học                                                                                         | Химия | Có         |
| Viện Vật lý và Kỹ thuật                       | 1   | 16.04.01 | Vật lý kỹ thuật                                                                                 | Техническая физика | Có         |
| Viện Giáo dục thể chất                        | 1   | 49.04.01 | Giáo dục thể chất                                                                               | Физическая культура | Có         |
| Viện Kinh tế và tài chính                     | 1   | 38.04.01 | Kinh tế                                                                                         | Экономика | Có         |
| Viện Kinh tế và tài chính                     | 2   | 38.04.02 | Quản lý                                                                                         | Менеджмент | Có         |
| Viện Kinh tế và tài chính                     | 3   | 39.04.01 | Xã hội học                                                                                      | Социология | Có         |
| Viện Toán và Khoa học máy tính                | 1   | 01.04.01 | Toán học                                                                                        | Математика | Có         |
| Viện Toán và Khoa học máy tính                | 2   | 02.04.03 | Phần mềm và quản trị hệ thống thông tin                                                         | Математическое обеспечение и администрирование информационных систем                                                           | Có         |
| Viện Toán và Khoa học máy tính                | 3   | 09.04.03 | Khoa học máy tính ứng dụng                                                                      | Прикладная информатика | Có         |
| Viện Toán và Khoa học máy tính                | 4   | 44.04.01 | Giáo dục sư phạm ( Toán học)                                                                    | Педагогическое образование (Математика)                                                                                        | Có         |
| Viện Khoa học về trái đất                     | 1   | 05.04.06 | Quản lý sinh thái và tự nhiên                                                                   | Экология и природопользование                                                                                                  | Có         |
| Viện Tâm lý và Giáo dục sư phạm               | 1   | 37.04.01 | Tâm lý học                                                                                      | Психология | Có         |
| Viện Tâm lý và Giáo dục sư phạm               | 2   | 44.04.01 | Giáo dục sư phạm                                                                                | Педагогическое образование | Có         |
| Viện Sinh thái X-BIO (Đào tạo bằng tiếng anh) | 1   | 06.04.01 | Sinh học ( An toàn sinh học thực vật; Sinh học toán học và tin sinh học)                        | Биология (Биологическая безопасность растений; Математическая биология и биоинформатика)                                       | Có         |

## Thông tin chung
ĐHQG Tyumen có tổng cộng 15 tòa nhà nằm trong phần di tích lịch sử của thành phố. Trường có tổng cộng 15 viện, bao gồm cả Viện đào tạo từ xa và Viện hợp tác quốc tế khu vực. Ngoài ra, trường còn có các chi nhánh tại thành phố Tobolsk, Ishim, Nizhnevartovsk, Surgut, Novy Urengoy.
Tại các viện nghiên cứu có phòng thí nghiệm khoa học và nghiên cứu, lớp học chuyên ngành, máy tính.
Đại học bang Tyumen là trường đại học duy nhất trong bảng xếp hạng của các nhà tuyển dụng Nga (theo HeadHunter) và đứng vị trí thứ 28 trong danh sách này.
- Trường có hơn 100 hiệp hội sinh viên dành riêng cho các hoạt động nghiên cứu, thông tin, đa văn hóa, sáng tạo, xã hội và thể thao. Cơ sở hạ tầng phát triển cho phép các chuyến đi thực địa đến Lukashino (tỉnh Tyumen), Maksimikha (Cộng hòa Buryatia), Solnyshko (vùng Krasnodar), Hồ Kurchak (tỉnh Tyumen), vùng đất Priobsky (Khu tự trị Khanty-Mansi).
- Sự phát triển hợp tác quốc tế của UT dựa trên sự hợp tác với các đối tác quốc tế trong lĩnh vực nghiên cứu, giáo dục và văn hóa. Hiện tại, trường có 84 thỏa thuận hợp tác với các viện và tổ chức giáo dục đại học quốc tế, bảy trong số đó là các trường đại học hàng đầu thế giới nổi bật trong Top 200 theo bảng xếp hạng của Times, QS và ARWU quốc tế. Kết quả của sự hợp tác là các sự kiện chung ở cấp độ quốc tế và thực hiện các dự án nghiên cứu và giáo dục.

## Lịch sử
- Năm 1930, theo quyết định của Ban chấp hành Hội đồng quận Tyumen, trường nông nghiệp-sư phạm Tyumen được thành lập, bao gồm các bộ môn nông nghiệp, hóa – sinh, vật lý – kỹ thuật,  nền tảng của đội ngũ giáo viên là giáo viên từ thành phố Tomsk chuyển đến.  Hiệu trưởng đầu tiên của trường là thầy Vladislav Severnu. Các khoa còn lại được thành lập sau đó:  Khoa vật lý và toán học (1932), Viện giáo dục (1934),  Khoa ngôn ngữ Nga và văn học (1938),  Khoa địa lý (1939) và Khoa ngoại ngữ (1941)[3].
- Năm 1934, Viện nông nghiệp – sư phạm Tyumen được đổi tên thành Viện sư phạm quốc gia Tyumen. Trong thời kỳ chiến tranh vệ quốc vĩ đại, nhiều sinh viên, giảng viên của trường đã xung phong ra các mặt trận chống phát xít Đức. Nhiều tòa nhà của trường đã được chuyển thành bệnh viện để chữa trị cho thương binh.
- Ngày 1 tháng 1 năm 1973, theo quyết định của Hội đồng Bộ trưởng Liên Xô, Viện Sư phạm đã được nâng cấp lên thành trường Đại học Quốc gia. Hiệu trưởng đầu tiên của trường đại học là tiến sĩ vật lý-toán học - Igor Aleksandrov[4].

## Cấu trúc của trường

### Viện đào tạo
- Viện hợp tác quốc tế khu vực (đào tạo tiếng nga dự bị)

- Viện Tài chính và Kinh tế
- Viện Nhà nước và Pháp luật

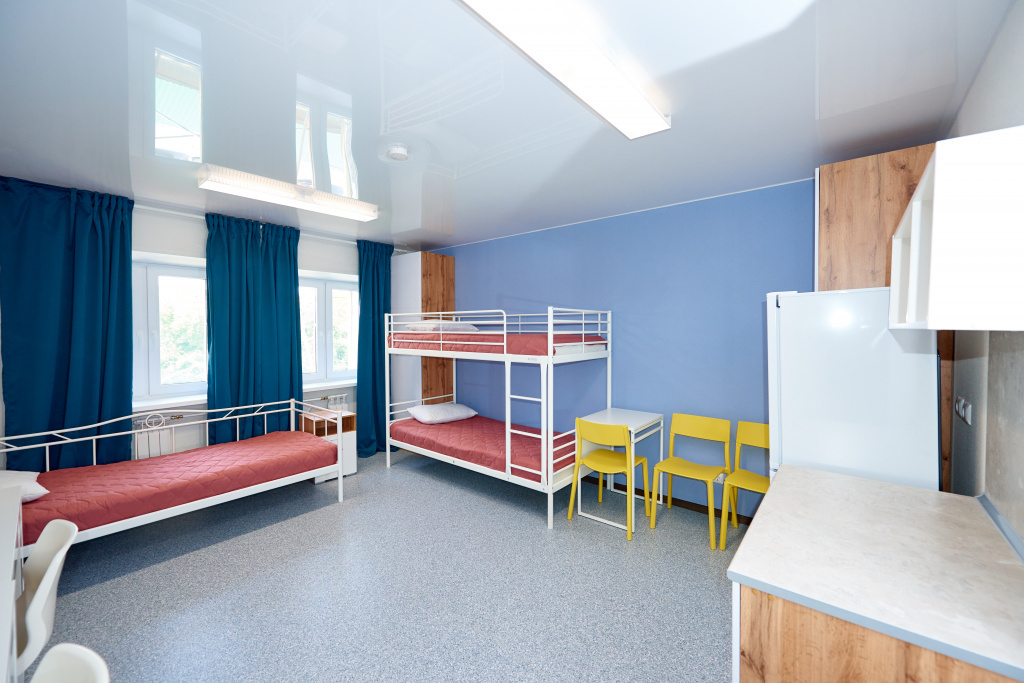

- Viện Toán học và Khoa học máy tính
- Viện Hóa học
- Viện Vật lý và Công nghệ
- Viện Khoa học trái đất
- Viện Sinh học
- Viện Khoa học xã hội – Nhân văn
- Viện sinh học nông nghiệp và sinh thái
- Viện Tâm lý và Sư phạm
- Viện giáo dục thể chất
- Viện giáo dục từ xa
- Lớp tài năng

### Kí túc xá
Trường Đại học Quốc gia Tyumen có tổng cộng 4 kí túc xá dành cho sinh viên và nhân viên, giảng viên nhà trường. 

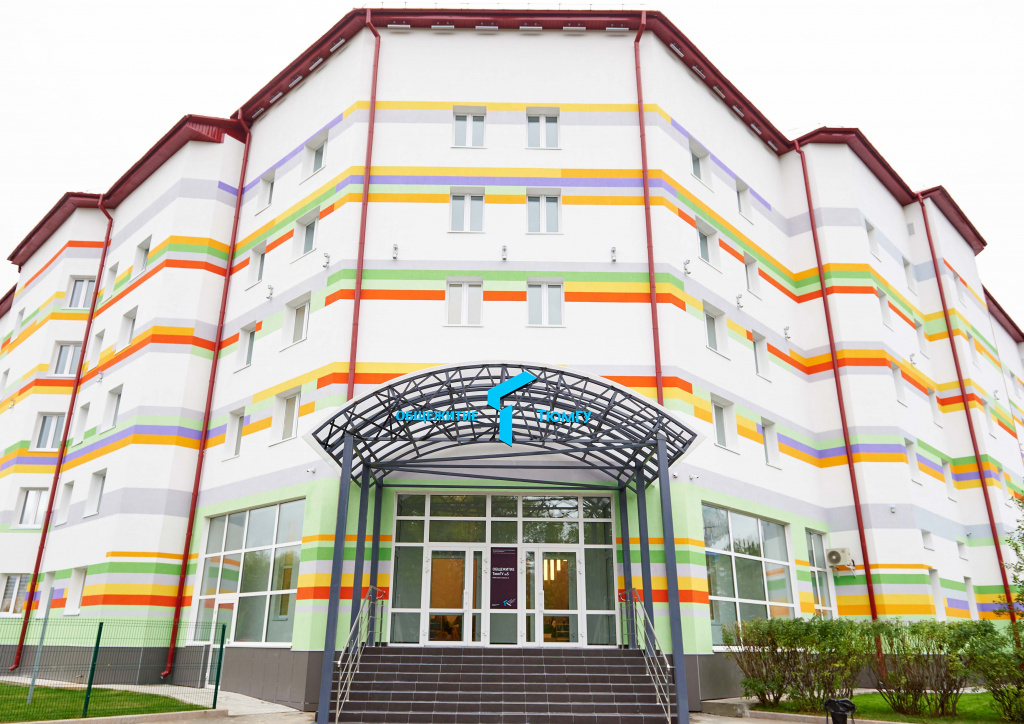
Kí túc xá của nhà trường

## Lĩnh vực nghiên cứu
Các lĩnh vực nghiên cứu ưu tiên của UT bao gồm
- Ứng dụng công nghệ sản xuất;
- Quang tử;
- Công nghệ thần kinh;
- Điều tiết môi trường;
- Nhân văn;
- Nội soi;
- Kỹ thuật phần mềm;

## Liên kết
- Trang mạng chính thức của trường Đại học Quốc gia Tyumen.
- Dự án 5-100 Lưu trữ ngày 22 tháng 12 năm 2019 tại Wayback Machine
- Trang Facebook Lưu học sinh Việt Nam tại Tyumen